# Gran Premi d'Itàlia del 1995

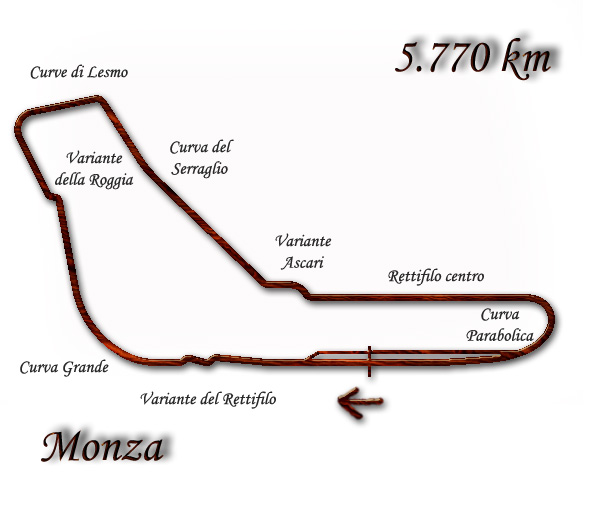
Circuit de Monza, seu del Gran Premi.

Resultats del Gran Premi d'Itàlia de Fórmula 1 de la temporada 1995 disputat al circuit de Monza el 10 de setembre del 1995.

## Resultats
| Posició | Número | Pilot                    | Equip                  | voltes | Temps/ Retirada | Pos. de sortida | Punts |
| ------- | ------ | ------------------------ | ---------------------- | ------ | --------------- | --------------- | ----- |
| 1       | 2      | Johnny Herbert           | Benetton - Renault     | 53     | 1h 18' 27. 916  | 8               | 10    |
| 2       | 8      | Mika Häkkinen            | McLaren - Mercedes     | 53     | + 17.779 s      | 7               | 6     |
| 3       | 30     | Heinz-Harald Frentzen    | Sauber - Ford          | 53     | + 24.321 s      | 10              | 4     |
| 4       | 7      | Mark Blundell            | McLaren - Mercedes     | 53     | + 28.223 s      | 9               | 3     |
| 5       | 4      | Mika Salo                | Tyrrell - Yamaha       | 52     | + 1 Volta       | 16              | 2     |
| 6       | 29     | Jean-Christophe Boullion | Sauber - Ford          | 52     | + 1 Volta       | 14              | 1     |
| 7       | 9      | Massimiliano Papis       | Footwork - Hart        | 52     | + 1 Volta       | 15              |       |
| 8       | 10     | Taki Inoue               | Footwork - Hart        | 52     | + 1 Volta       | 20              |       |
| 9       | 21     | Pedro Diniz              | Forti F1 - Ford        | 50     | + 3 voltes      | 23              |       |
| 10      | 3      | Ukyo Katayama            | Tyrrell - Yamaha       | 47     | + 6 voltes      | 17              |       |
| Ret     | 27     | Jean Alesi               | Ferrari                | 45     | Pressió rodes   | 5               |       |
| Ret     | 14     | Rubens Barrichello       | Jordan - Peugeot       | 43     | Embragatge      | 6               |       |
| Ret     | 15     | Eddie Irvine             | Jordan - Peugeot       | 40     | Motor           | 12              |       |
| Ret     | 28     | Gerhard Berger           | Ferrari                | 32     | Suspensions     | 3               |       |
| Ret     | 24     | Luca Badoer              | Minardi - Ford         | 26     | Virolla         | 18              |       |
| Ret     | 1      | Michael Schumacher       | Benetton - Renault     | 23     | Col·lisió       | 2               |       |
| Ret     | 5      | Damon Hill               | Williams - Renault     | 23     | Col·lisió       | 4               |       |
| Ret     | 26     | Olivier Panis            | Ligier - Mugen – Honda | 20     | Virolla         | 13              |       |
| Ret     | 6      | David Coulthard          | Williams - Renault     | 13     | Virolla         | 1               |       |
| Ret     | 25     | Martin Brundle           | Ligier - Mugen – Honda | 10     | Punxada         | 11              |       |
| Ret     | 16     | Giovanni Lavaggi         | Pacífic - Ilmor        | 6      | Virolla         | 24              |       |
| Ret     | 23     | Pedro Lamy               | Minardi - Ford         | 0      | Transmissió     | 19              |       |
| Ret     | 17     | Andrea Montermini        | Pacific - Ilmor        | 0      | Accident        | 21              |       |
| Ret     | 22     | Roberto Moreno           | Forti F1 - Ford        | 0      | Accident        | 22              |       |

## Altres
- Pole: David Coulthard 1' 24. 462

- Volta ràpida: Gerhard Berger 1' 26. 419 (a la volta 24)